# Municipio de Concord (condado de Hardin)
El municipio de Concord (en inglés: Concord Township) es un municipio ubicado en el condado de Hardin en el estado estadounidense de Iowa. En el año 2010 tenía una población de 347 habitantes y una densidad poblacional de 3,75 personas por km².

## Geografía
El municipio de Concord se encuentra ubicado en las coordenadas 42°14′58″N 93°24′1″O / 42.24944, -93.40028. Según la Oficina del Censo de los Estados Unidos, el municipio tiene una superficie total de 92.57 km², de la cual 92,56 km² corresponden a tierra firme y (0,01 %) 0,01 km² es agua.

## Demografía
Según el censo de 2010, había 347 personas residiendo en el municipio de Concord. La densidad de población era de 3,75 hab./km². De los 347 habitantes, el municipio de Concord estaba compuesto por el 98,85 % blancos, el 0,29 % eran asiáticos, el 0,58 % eran de otras razas y el 0,29 % eran de una mezcla de razas. Del total de la población el 0 % eran hispanos o latinos de cualquier raza.